# Wannsee
Wannsee, Berlin-Wannsee – jednostka administracyjna (Ortsteil) Berlina w dzielnicy Steglitz-Zehlendorf. Od 1 października 1920 roku w granicach miasta.
W dzielnicy znajduje się muzeum Dom Konferencji w Wannsee, jezioro Großer Wannsee, stacja kolejowa Berlin-Wannsee.
20 stycznia 1942 roku odbyła się tutaj konferencja prominentów nazistowskiej służby państwowej, której tematem było praktyczne rozwiązanie kwestii żydowskiej.